# Вальтер Коссель
Вальтер Коссель (нім. Walther Kossel; 4 січня 1888, Берлін — 22 травня 1956 Кассель, похований у Гайдельберзі) — німецький фізик, син Альбрехта Косселя.

## Наукова діяльність
Сфера наукових інтересів Косселя було дослідження будови атома та структури молекул. У 1916 році він створив наукову гіпотезу  про ковалентний зв'язок базовану на квантовій теорії Бора. При дослідженні електромагнітних спектрів рентгенівського та гамма випромінювання обґрунтував теорію росту кристалів (Теорія Косселя-Странскі). У 1935 році виявив ефект виникнення дифракційних ліній при дифракції рентгенівських променів в кристалі (Ефект Косселя). Ефект зсуву спектру позитивно зарядженого іона, який стає подібним на спектр попереднього атома періодичної системи елементів носить також ім'я Косселя-Зоммерфельда.